# 新坎图
新坎图是巴西巴拉那州的一个市镇。总面积543.78平方公里，总人口7714人，人口密度14.2人/平方公里。